# Todros Abulafia
Todros ben Judah Halevi Abulafia, en hebreo original טודרוס בן יהודה הלוי אבולעפיה (Toledo, 1247- c. 1300) fue un poeta hispanohebreo, emparentado lejanamente con Meir Halevi Abulafia, pero sin relación próxima con Abraham Abulafia. Recopiló sus poemas en un diván, el Jardín de proverbios y enigmas (1298). 

## Biografía
Todros ben Yehudá Halevi Abulafia nació el año 1247 en Toledo, donde vivió la mayor parte de su vida. Aún se usaba el árabe ciento cincuenta años después de haber sido reconquistada la ciudad y Todros lo estudió, de forma que dominó esta lengua y su literatura. También es probable que le fuera familiar la literatura vernácula cristiana.
Ambicionando hacer carrera en la corte de Alfonso X El Sabio, logró a través de un rico e influyente cortesano judío (cuyo favor ganó dedicándole numerosos poemas) que el mismo rey le concediera audiencia y trabajó en su corte como recaudador de impuestos y correo diplomático, destacando como poeta además en protegido por la nobleza judaica.
Hacia 1279 el rey, cuya religiosidad aumentaba con los años, ordenó al patrón de Todros recaudar una extravagante cantidad de dinero entre la comunidad judía para sufragar una campaña militar. El hijo del rey desvió los fondos en su propio interés y las tropas quedaron varadas. La furia de Alfonso llevó a la ejecución del patrón de Todros.
Todros era bastante mujeriego y gustaba de tener relaciones con mujeres gentiles (cristianas y árabes), lo que se refleja en sus poemas. Como esas relaciones estaban prohibidas, Todros y sus amigos se metieron en problemas y fueron encarcelados dos años después; los capturaron cuando estaban en la sinagoga, junto con gran parte de los judíos de Castilla que la Iglesia pretendía convertir. Todros escribió numerosos poemas durante su tiempo en prisión y fue liberado ese mismo año. De algún modo, consiguió reconquistar cierta posición en la corte del sucesor de Alfonso, su hijo Sancho IV (d. 1295).
No hay mucha información sobre los últimos años de su vida, y las evidencias firmes desaparecen tras 1298, cuando recopiló sus poemas en un diván, que tituló Gan HaMeshalim veHaHidot (Jardín de proverbios y enigmas).

## Jardín de proverbios y enigmas
Todros recopiló su Jardín de proverbios y enigmas en 1298. Acompañó los poemas de un encabezamiento descriptivo, a la manera tradicional (aunque la mayor parte en hebreo en vez de en árabe). Escribió también una introducción a la antología que recuerda al diván de Ha Nagid y la crítica de Ibn Ezra.
Tras su muerte, no hubo prácticamente mención de su poesía en la literatura hasta el siglo XVII, en que su diván fue copiado en Egipto y el manuscrito circuló entre los coleccionistas de antigüedades de Irak y la India. Ya en el siglo XX, el manuscrito llegó a manos de David Yellin, uno de los más importantes eruditos en poesía medieval hebrea de su época, quien preparó una edición crítica que fue publicada en tres volúmenes entre 1934 y 1937.